# Paralimnophila remulsa
Paralimnophila remulsa là một loài ruồi trong họ Limoniidae. Chúng phân bố ở miền Australasia.